# Jeremy Newman
Jeremy Newman (Colchester, 16 de febrero de 1961) es un deportista británico que compitió en vela en la clase Tornado.
Ganó dos medallas de oro en el Campeonato Mundial de Tornado entre los años 1985 y 1986. Participó en los Juegos Olímpicos de Seúl 1988, ocupando el octavo en Seúl 1988, en la clase Tornado.

## Palmarés internacional
| \| Campeonato Mundial \| Campeonato Mundial \| Campeonato Mundial \| Campeonato Mundial \| \| Año \| Lugar \| Medalla \| Clase \| \| ------------------ \| ------------------- \| ------------------ \| ------------------ \| \| 1985 \| Travemünde (RFA) \| Medalla de oro \| Tornado \| \| 1986 \| Hamilton (Bermudas) \| Medalla de oro \| Tornado \| |                     |                |         |
| Campeonato Mundial |                     |                |         |
| Año | Lugar               | Medalla        | Clase   |
| 1985 | Travemünde (RFA)    | Medalla de oro | Tornado |
| 1986 | Hamilton (Bermudas) | Medalla de oro | Tornado |